# Ángeles de Puebla
Der Club Ángeles de Puebla war ein Fußballverein aus der Stadt Puebla in Mexiko, dessen Vereinsname Bezug nimmt auf den vollen Namen der Stadt, den diese einst von der spanischen Krone erhalten hatte: Puebla de los Ángeles (Volk der Engel).
Der Verein wurde 1984 mit dem Erwerb der Erstligalizenz des selbst erst fünf Jahre zuvor entstandenen CF Oaxtepec aus dem mexikanischen Bundesstaat Morelos gegründet. Doch den Angeles de Puebla gelang es zu keiner Zeit, sich aus dem übermächtigen Schatten des etablierten Ortsrivalen Puebla FC zu lösen. Während Puebla in diesen Jahren stets die Play-offs erreichte, schied Angeles immer in der Vorrunde aus. Nach vierjähriger Erstligazugehörigkeit verkaufte der Verein seine Spielberechtigung für die kommende Saison (1988/89) an den seinerzeitigen Newcomer Santos Laguna, der seither zum festen Bestandteil der Primera División zählt.
Ángeles selbst verschwand so schnell, wie es einst aufgetaucht war. Für die Zweitligaspielzeiten 1999/00 und 2000/01 wurde der Verein noch einmal reaktiviert, um dann abermals ein abruptes Ende zu nehmen.